# Begonia leucotricha
Espèce
Begonia leucotricha est une espèce de plantes de la famille des Begoniaceae.

## Répartition géographique
Cette espèce est originaire du Brunei.